# KLF8
KLF8 (англ. Kruppel like factor 8) – білок, який кодується однойменним геном, розташованим у людей на X-хромосомі. Довжина поліпептидного ланцюга білка становить 359 амінокислот, а молекулярна маса — 39 314.
| 10         |  | 20         |  | 30         |  | 40         |  | 50         |
| ---------- |  | ---------- |  | ---------- |  | ---------- |  | ---------- |
| MVDMDKLINN |  | LEVQLNSEGG |  | SMQVFKQVTA |  | SVRNRDPPEI |  | EYRSNMTSPT |
| LLDANPMENP |  | ALFNDIKIEP |  | PEELLASDFS |  | LPQVEPVDLS |  | FHKPKAPLQP |
| ASMLQAPIRP |  | PKPQSSPQTL |  | VVSTSTSDMS |  | TSANIPTVLT |  | PGSVLTSSQS |
| TGSQQILHVI |  | HTIPSVSLPN |  | KMGGLKTIPV |  | VVQSLPMVYT |  | TLPADGGPAA |
| ITVPLIGGDG |  | KNAGSVKVDP |  | TSMSPLEIPS |  | DSEESTIESG |  | SSALQSLQGL |
| QQEPAAMAQM |  | QGEESLDLKR |  | RRIHQCDFAG |  | CSKVYTKSSH |  | LKAHRRIHTG |
| EKPYKCTWDG |  | CSWKFARSDE |  | LTRHFRKHTG |  | IKPFRCTDCN |  | RSFSRSDHLS |
| LHRRRHDTM  |  |            |  |            |  |            |  |            |

A: Аланін

C: Цистеїн

D: Аспарагінова кислота

E: Глутамінова кислота

F: Фенілаланін

G: Гліцин

H: Гістидин

I: Ізолейцин

K: Лізин

L: Лейцин

M: Метіонін

N: Аспарагін

P: Пролін

Q: Глутамін

R: Аргінін

S: Серин

T: Треонін

V: Валін

W: Триптофан

Кодований геном білок за функцією належить до репресорів. 
Задіяний у таких біологічних процесах, як транскрипція, регуляція транскрипції, альтернативний сплайсинг. 
Білок має сайт для зв'язування з іонами металів, іоном цинку, ДНК. 
Локалізований у ядрі.